# Strzeżów Pierwszy
Strzeżów Pierwszy – wieś  w Polsce położona w województwie małopolskim, w powiecie miechowskim, w gminie Miechów.
| SIMC    | Nazwa    | Rodzaj     |
| ------- | -------- | ---------- |
| 0252003 | Zapustka | przysiółek |

W latach 1975–1998 miejscowość administracyjnie należała do województwa kieleckiego.